# FAQ: Frequently Asked Questions
FAQ: Frequently Asked Questions è un film del 2004 scritto e diretto da Carlos Atanes. Il film descrive un futuro completamente dominato da un governo totalitario, in sintonia con altre distopie famose come 1984 o THX 1138. Tuttavia, in questo caso il governo totalitario è un matriarcato  che si fonda su una versione parossistica della corrente filosofia del "politicamente corretto".

## Trama
Francia, in un qualche futuro prossimo la Sorellanza di Metacontrol governa l'Europa. Angeline, un cittadino esemplare ed irreprensibile, si è appena associato all'Ordine... Ma la sua relazione con un uomo speciale, Nono, gli instillerà profondi dubbi sui principi della Dottrina.

## Produzione
Carlos Atanes gira FAQ: Frequently Asked Questions, il suo primo lungometraggio, a Parigi, nel corso di in un anno. La post-produzione impegna i tre anni successivi. Viene presentato nel 2004 al Girona International Film Festival, al Buenos Aires Rojo Sangre Fantasy Film Festival e alla Convenzione di Fantascienza spagnola.
Viene prodotto senza finanziamenti da parte di distributori o istituzioni.

## Distribuzione
Dopo la partecipazioni a diversi festival, nel 2005 divenne uno dei film spagnoli più richiesto dai festival cinematografici in tutto il mondo. Non fu tuttavia abbastanza per suscitare interesse da parte dei distributori spagnoli: solo dopo le buone recensioni sui siti cinematografici di fantasy ed indy, oltre che il riconoscimento del Festival d'Atene (Migliore film) e Fantasporto (Nominato per il Premio europeo Méliès d'argent), un'impresa di New York (S.R.S. cinema, L.L.C.) si propose di assumerne la distribuzione.
FAQ: Frequently Asked Questions fu pubblicato in versione DVD nell'agosto 2007 per il pubblico mondiale.